# Зозовача
Зозовача, позната још и као Гуслар, било је алкохолно пиће које се продавало у форми лозове ракије. Током 1998. године је откривено да су од последица изазваних његовом конзумацијом смртно страдале 43 особе, док је код већег броја људи проузроковало трајне здравствене проблеме.

## Производња и последице
Мирослав Живадиновић, познат под надимком Зоза, тврдио је у свом исказу да му је Анђелко Битевић испоручио 2000 литара алкохола који је касније искоришћен као сировина за прављење ракије. С њим је претходно, у октобру 1997. године, склопио пословни аранжман откупивши производну линију уз отплату у готовим алкохолним пићима. Дејан Рашић, тада Живадиновићев упосленик, рекао је на саслушању да је у јануару стигао камион с прашњавим бурићима појединачне запремине 50 литара без ознака и да је у лабораторији у Малчи утврђено да је течност јачине 98 степени. Битевић је, негирајући своју одговорност, исказао да је алкохол тестирао у Новом Милошеву и да је исти био погодан за производњу детерџената. Спорна ракија произвођена је без професионалног технолога и дегустирана је пре паковања. Након пуштања у продају, током последње седмице јануара 1998. у Нишу је забележено укупно деветоро преминулих и једна ослепела особа, док је више њих задржано на клиничком лечењу. Од последица конзумације званично су преминуле укупно 43 особе а још 13 задобило трајна оштећења виталних органа. Један од извора наводи да је под утицајем било више од 90 људи. То је било највеће масовно тровање у Србији забележено после Другог светског рата. У једном од случајева, касније описаном у медијима, догодило се да је након смрти човека присутнима на помену послужена иста ракија од које је преминуо. Утврђено је да је у производњи 7400 литара ракије коришћен метанол. Текст недељника Време наводи да је Живадиновићу допремљено 2300 литара метил-алкохола у 46 буради, док су Вечерње новости писале да је употребљено 1200 литара. У узорцима је измерено од 40 до 75,5 процената тог отровног алкохола. Према писању Политике, на тржиште Србије је почетком 1998. испоручено око 1500 литара на тај начин произведене ракије и да је поред 43 преминуле особе још 25 претрпело последице због којих им је трајно нарушено здравље.
Пиће, које се легално продавало под називом Лозовача - домаћа ракија произведена од најбољих сорти грожђа из јужне Србије, имало је знатно нижу цену од осталих лозових ракија те је, према сведочењима породица страдалих, било приступачније за куповину. Било је прозвано Гуслар због етикете на флаши на којој се налазио лик бркатог гуслара, док је након афере и хапшења осумњичених најчешће употребљаван термин Зозовача по надимку власника производног погона.
Магацин на Матејевачком путу, којим је располагао Живадиновић, обијен је 2002, што су у касним поподневним сатима 26. новембра те године службеници полиције приметили приликом патроле. Јавност је упозорена на могућност да су НН починиоци однели извесну количину ускладиштене робе и да исту не купују и не конзумирају уколико се нађе у промету. Увиђајем који је уследио пронађено је 4066 литара алкохолног пића, од чега 2508 литара Лозоваче, 1426 литара Калвадоса оригинал и 123 литра Крушковаче. Тржишна инспекција је одузела пиће и пребацила га у магацин на нишком аеродрому. У документацији је наведено да је у крушевачкој топлани исте године уништено 4102 литра ракије произвођача ПТП „Живадиновић”. Остатак од 738 боца био је закључан у згради Центра за виноградарство и воћарство од 1998. године. Према решењу из 2009, такође је био отпремљен на спаљивање у Крушевац, али је тамошњи еколошки инспектор захтевао израду студије утицаја на животну средину. Због недостатка материјалних средстава за израду елабората, контигент је враћен у Ниш. Магацин објекта у ком је чуван обијен је 2013. године када је украдено десет боца заплењеног пића. Недуго затим, у Нишу су забележени случајеви тровања ракијом, али је утврђено да нису контаминирани метанолом. Преосталу количину флаширане течности преузела је и ускладиштила нишка полиција. Из Министарства заштите животне средине тада је најављено уништење отровног садржаја након прикупљања законски прописане документације.

## Пресуде
Афера „Зозовача”, како је тада прозвана, откривена је почетком фебруара 1998. године. Живадиновић је тада лишен слободе и до првог рочишта је у притвору провео осам месеци. У новембру исте године осуђен је на 15 година затвора због кривичног дела против здравља људи и стављања у промет шкодљивих намирница. Жалио се на пресуду али је захтевао да одмах буде упућен на издржавање казне. Премештен је у КПЗ Ниш где је био до краја маја 2001. када је укинута прва пресуда. Живадиновић је након тога враћен у притвор, а пресуда је из Београда у нишки Окружни суд стигла у августу 2002. У међувремену је усвојен нови Закон о кривичном поступку. Убрзо након Живадиновића и Дејана Рашића приведено је и троје пољопривредних инспектора због утврђивања могуће одговорности. Врховни суд Србије је у образложењу пресуде нагласио да приликом првобитне одлуке нишког суда нису саслушани сви оштећени те је оспорено да су сва лица преминула од истог узрока. Првом пресудом су Анђелко Битевић, сувласник фирме „АНБ” из Ечке, односно Миладин Радић, власник предузећа „Ројал-експорт” из Србобрана од ког је на име дуга прибавио метанол, ослобођени кривице. Закључком судије Стојадина Јовановића, Битевић је тада ослобођен оптужби јер је више пута упозорио Живадиновића да преконтролише садржај буради, док се за Радића наводи да сировину није продао већ да ју је Битевић преузео без његовог знања. Поред предузетника оптужени су били и пољопривредни инспектори Марица Живковић и Боривоје Докић. Ослобођени су оптужби, уз образложење да су приликом последње контроле утврдили да ракија није шкодљива по здравље људи. Врховни суд је поништио ослобађајуће пресуде Битевићу и Радићу.
Ново суђење почело је у новембру 2002. године, а Живадиновић се изјаснио да није крив за масовно тровање и да није знао да му је испоручен метанол. Његови браниоци захтевали су да се утврди порекло сировине, на чему се раније није инсистирало, те да су допремљена бурад била без законом прописаних ознака за опасне материје. Живадиновић, који се неко време бранио са слободе, према писању Вечерњих новости, отворио је угоститељски објекат у Нишу. Битевића су средином марта 2004. ухапсили оперативци Безбедносно-информативне агенције, истог дана су припадници те службе ухапсили и судију Јовановића. Њима су на терет стављене коруптивне радње, због сумње да је Јовановић од Битевића на поклон добио стан у Будви. Међутим, прислушкивани разговори изузети су из доказног материјала на суђењу у јануару 2005. године јер су прибављени на незаконит начин пошто није био потписан споразум између БИА и МУП-а. Одбрана је навела да су Јовановић и Битевић постали пријатељи тек неколико година након суђења у вези са случајем „Зозовача” те да је Јовановић Битевићу више пута позајмљивао новац а заузврат на име дуга добио стан. Живадиновић је неправоснажном пресудом у новембру 2005. поново осуђен на 15 година затвора, Битевић на 9 због тешког дела против опште сигурности, док је Радићу одређено 18 месеци због неовлашћеног промета отрова. После жалби Врховном суду, казне су смањене у јулу 2007. Живадиновићу је затворска казна умањена на дванаест, Битевићу на шест година, а Радићу на шест месеци. Пресуда је потврђена годину дана касније. Битевић је 2006. ухапшен у оквиру акције Стечајна мафија, а две године касније  под сумњом финансијских малверзација. Из затвора је поднео кривичну пријаву против 12 судија које нису поново изабране, а одлучивале су у првом и другом степену о предметима који су га се тицали. Окружни суд у Зрењанину ослободио га је опужби за давање мита у новембру 2008. У мају 2011. заједно са Стојадином Јовановићем ослобођен је оптужби за корупцију правоснажном пресудом Апелационог суда у Новом Саду. У интервјуу за Лист Зрењанин 2016. године, Битевић је рекао да је оштећенима исплатио по 10 хиљада евра на име одштете. Негирао је своју кривицу у Афери „Зозовача”, тврдећи да је цео случај имао политичку позадину. Навео је и да је одбио да уплати од њега тражени новац одређеним људима како би тада првостепена ослобађајућа пресуда била потврђена.

## Тровања метанолом у Србији
Раденко Тошић је у тексту из 2011. године, за часопис Нова српска политичка мисао, поменуо случај из 1951. када је у столарској задрузи у Војводини од ракије справљене од метил-алкохола преминуло око 20 радника и разболело се приближно 200. Тровање и смрт четири радника забележени су у младеновачкој ливници „Петар Драпшин” у марту 1996. године. Обдукцијом је утврђено да су сви имали висок проценат метил-алкохола у крви. Број умрлих је порастао на 10, а у једном од извора наводи се да је концентрација отровног алкохола била 90 процената. Незваничне тврдње о пореклу велике количине метанола који је током 90-их година 20. века увезен на територију Савезне Републике Југославије указују на то да је произведен у Источном Сарајеву пре Рата у Босни и Херцеговини. Током марта 2011. године потврђено је тровање метанолом, а потом и смрт двојице људи. Потом је установљено је да је ракија произвођача Скаид из Суботице садржала десет пута већи удео метил-алкохола од дозвољеног. Производни погон који се налазио у Пригревици је исте године затворен, а предузеће избрисано из регистра произвођача алкохолних пића. Поднето је више кривичних пријава.
Као учестали проблем у Србији примећена је продаја фалсификованог пића на нелегалном тржишту под етикетама познатих брендова.
Ова тема помиње се у првој сезони телевизијске серије Позив из 2023. године.